# Kolonel (dessert)

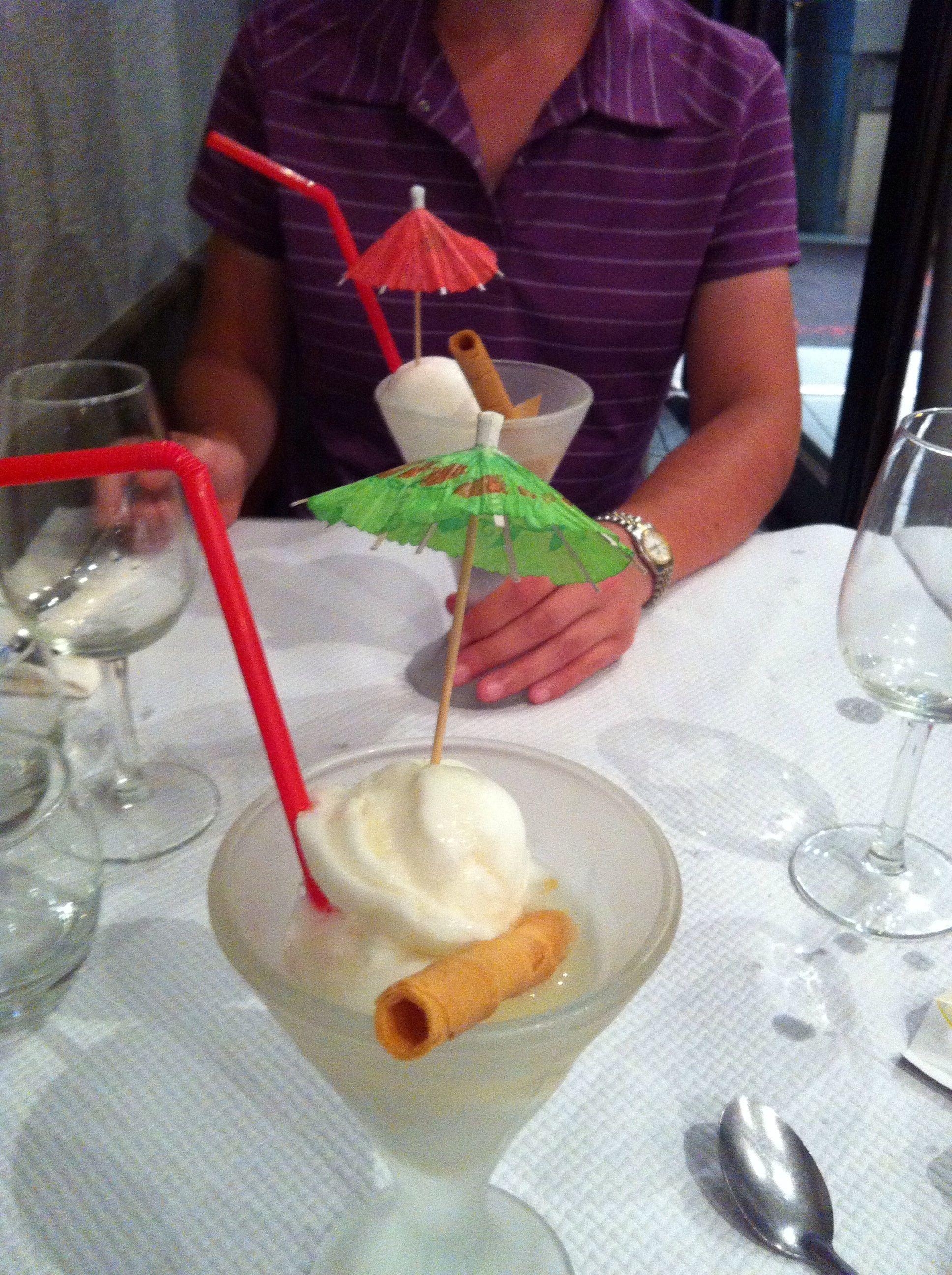
Kolonel

Een kolonel is een ijsdessert dat traditioneel bestaat uit een citroensorbet, of limoensorbet met suiker, eiwit en water. het geheel wordt overgoten met wodka, en wordt traditioneel afgewerkt met citroen- of limoenzestes.